# San Miguel de Arganza
San Miguel de Arganza es una localidad española perteneciente al municipio de Arganza, en la comarca de El Bierzo, provincia de León, comunidad autónoma de Castilla y León.

## Situación

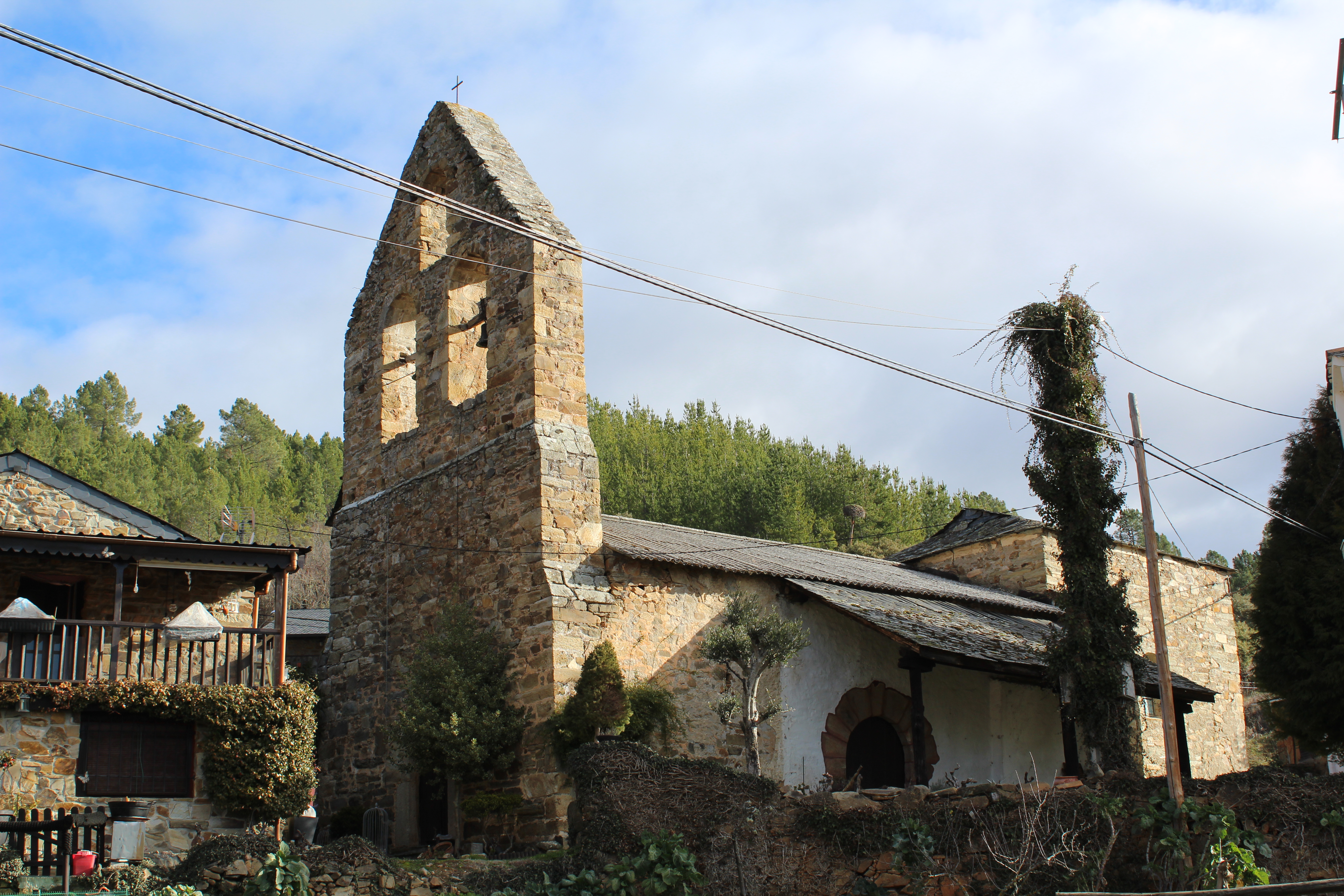
Iglesia

Se accede a través de la carretera LE-712.
Limita al S con Arganza, al E con San Juan de la Mata y al O con Canedo.

## Evolución demográfica
| 2000 | 2001 | 2002 | 2003 | 2004 | 2005 | 2006 | 2007 | 2008 | 2009 | 2010 | 2011 |
| 25   | 25   | 24   | 24   | 21   | 20   | 18   | 16   | 19   | 25   | 24   | 21   |